# Grand Prix Hiszpanii 1970
Grand Prix Hiszpanii 1970 (oryg. Gran Premio de España) – druga runda Mistrzostw Świata Formuły 1 w sezonie 1970, która odbyła się 19 kwietnia 1970, po raz drugi na torze Circuito del Jarama.
16. Grand Prix Hiszpanii, piąte zaliczane do Mistrzostw Świata Formuły 1.

## Klasyfikacja
| Legenda oznaczeń w tabelach wyników Wyświetl szablon na nowej stronie | Legenda oznaczeń w tabelach wyników Wyświetl szablon na nowej stronie                                                                     |
| Oznaczenie                                                            | Wyjaśnienie |
| --------------------------------------------------------------------- | --- |
| Złoty                                                                 | Zwycięzca lub mistrzostwo |
| Srebrny                                                               | 2. miejsce lub wicemistrzostwo |
| Brązowy                                                               | 3. miejsce lub II wicemistrzostwo |
| Zielony                                                               | Ukończył, punktował (w klasyfikacji generalnej, gdy zdobył co najmniej jeden punkt na przestrzeni sezonu, poza trzema powyższymi opcjami) |
| Niebieski                                                             | Ukończył, nie punktował (w klasyfikacji generalnej, gdy nie zdobył co najmniej jednego punktu na przestrzeni sezonu)                      |
| Czerwony                                                              | Nie zakwalifikował się (NZ) |
| Czerwony                                                              | Nie prekwalifikował się (NPK) |
| Różowy                                                                | Nie ukończył (NU) |
| Różowy                                                                | Niesklasyfikowany (NS) (w klasyfikacji generalnej, gdy nie został sklasyfikowany w żadnym wyścigu sezonu)                                 |
| Czarny                                                                | Zdyskwalifikowany (DK) |
| Czarny                                                                | Wykluczony (WYK/EX) |
| Biały                                                                 | Nie wystartował (NW) |
| Biały                                                                 | Kontuzjowany (K/INJ) |
| Biały                                                                 | Wyścig odwołany (OD/C) |
| Bez koloru                                                            | Został wycofany (WYC/WD) |
| Bez koloru                                                            | Nie przybył (NP/DNA) |
| Bez koloru                                                            | Nie brał udziału w treningach (NT/DNP) |
| Bez koloru                                                            | Nie został zgłoszony (–) |
| Pogrubienie                                                           | Start z pole position |
| Kursywa                                                               | Najszybsze okrążenie wyścigu |
| †                                                                     | Nie ukończył, ale jego rezultat został zaliczony ze względu na przejechanie więcej niż 90% dystansu wyścigu.                              |
| *                                                                     | Sezon w trakcie |
| 1/2/3                                                                 | Punktowana pozycja w sprincie kwalifikacyjnym                                                                                             |
| Lista systemów punktacji Formuły 1                                    | |

| Pos | No | Kierowca             | Konstruktor        | Okrążeń | Czas/powód NU   | Poz. Start. | Punktów |
| --- | -- | -------------------- | ------------------ | ------- | --------------- | ----------- | ------- |
| 1   | 1  | Jackie Stewart       | March-Ford         | 90      | 1:10:58.2       | 3           | 9       |
| 2   | 11 | Bruce McLaren        | McLaren-Ford       | 89      | + 1 okrążenie   | 11          | 6       |
| 3   | 18 | Mario Andretti       | March-Ford         | 89      | + 1 okrążenie   | 16          | 4       |
| 4   | 6  | Graham Hill          | Lotus-Ford         | 89      | + 1 okrążenie   | 15          | 3       |
| 5   | 16 | Johnny Servoz-Gavin  | March-Ford         | 88      | + 2 okrążenia   | 14          | 2       |
| NU  | 8  | John Surtees         | McLaren-Ford       | 76      | Skrz. biegów    | 12          |         |
| NU  | 7  | Jack Brabham         | Brabham-Ford       | 61      | Silnik          | 1           |         |
| NU  | 24 | Rolf Stommelen       | Brabham-Ford       | 43      | Silnik          | 17          |         |
| NU  | 22 | Henri Pescarolo      | Matra              | 33      | Silnik          | 9           |         |
| NU  | 4  | Jean-Pierre Beltoise | Matra              | 31      | Silnik          | 4           |         |
| NU  | 5  | Denny Hulme          | McLaren-Ford       | 10      | Zapłon          | 2           |         |
| NU  | 9  | Chris Amon           | March-Ford         | 10      | Silnik          | 6           |         |
| NU  | 3  | Jochen Rindt         | Lotus-Ford         | 9       | Zapłon          | 8           |         |
| WD  | 10 | Pedro Rodríguez      | BRM                | 4       | Wycofał się     | 5           |         |
| NU  | 2  | Jacky Ickx           | Ferrari            | 0       | Wypadek         | 7           |         |
| NU  | 15 | Jackie Oliver        | BRM                | 0       | Wypadek         | 10          |         |
| NW  | 12 | Piers Courage        | De Tomaso-Ford     | 0       | Nie wystartował | 13          |         |
| NZ  | 20 | Andrea de Adamich    | McLaren-Alfa Romeo |         |                 |             |         |
| NZ  | 19 | John Miles           | Lotus-Ford         |         |                 |             |         |
| NZ  | 14 | Jo Siffert           | March-Ford         |         |                 |             |         |
| NZ  | 21 | George Eaton         | BRM                |         |                 |             |         |
| NZ  | 23 | Alex Soler-Roig      | Lotus-Ford         |         |                 |             |         |